# Chain Home
Chain Home / AMES TYPE 1 (Air Ministry Experimental Station, pouvant se traduire en français par Station expérimentale du Ministère de l'Air) était le nom de code pour la chaîne côtière de stations radar construite par les Britanniques avant et pendant la Seconde Guerre mondiale. Le système comprenait deux types de radars : les stations Chain Home métriques, qui fournissaient des alertes radar à longue portée, et les stations Chain Home Low / AMES TYPE 2 centimétriques, de plus courte portée, mais qui pouvaient détecter les aéronefs à basse altitude.

## Chain HomeAMES Type 1

### Origine
En 1933, le Ministère de l'Air britannique (Air Ministry) mettait sur pied un comité pour la modernisation de la défense aérienne du Royaume-Uni. Durant la Première Guerre mondiale, les Allemands avaient utilisé des Zeppelins comme bombardiers à longue portée et leur interception par des avions s'était avéré un désastre, seule la DCA avait fonctionné. Même si les Zeppelins mesuraient des centaines de mètres de longueur et se déplaçaient à seulement 100 km/h, les intercepteurs ne purent les apercevoir que trois fois sur vingt sorties et ne furent jamais capables de les attaquer.
Les bombardiers développés depuis la guerre pouvaient maintenant voler au-dessus de la portée des canons de DCA, ce qui constituait une grande menace. Pire, les aérodromes ennemis n'étaient qu'à 20 minutes de vol ce qui leur permettrait de faire leur raid et d'être repartis avant que les intercepteurs ne puissent intervenir. La seule solution était d'avoir une escadre de chasseurs en permanence en vol ce qui était physiquement impossible à l'époque. Il fallait donc trouver un autre moyen. Le 12 février 1935, Robert Watson-Watt envoya un mémo du système proposé au Air Ministry intitulé  Detection and location of aircraft by radio methods. Le concept avait un potentiel important et on lui demanda immédiatement une démonstration. Dès le 26 février, il avait mis sur pied deux antennes à environ 10 km d'une antenne onde-courte de la BBC à Daventry. Dans le plus grand secret, Watson-Watt, son assistant Arnold Wilkins et un seul membre du comité A.P. Rowe, assistent à la démonstration qui permit de repérer un bombardier à plusieurs occasions avec le signal émis. Fait plus important, le premier ministre, Stanley Baldwin, se tenait informé des progrès du développement du radar. 
Deux semaines plus tard, Wilkins quitta la Radio Research Station avec un petit groupe, dont Edward George Bowen, pour continuer la recherche à Orfordness. Le 2 avril 1935, Watson-Watt obtint un brevet pour le système radar (brevet britannique GB593017,). Dès juin, son équipe pouvait détecter un avion à 27 kilomètres, ce qui était assez loin pour cesser tout développement sur des systèmes compétiteurs à écholocation sonore. À la fin de la même année, la portée était déjà de 100 km et en décembre, les plans pour cinq stations couvrant l'approche de Londres étaient déjà prêts.
Une de ces stations serait située près sur la côte près de Orfordness et Bawdsey Research Station fut érigé là pour servir de centre principal de recherche sur le radar. Rapidement, des tests à grande échelle du système, plus tard connu sous le nom de code « Chain Home », furent entrepris pour détecter et intercepter un bombardier par détection radar. L'essai fut un échec, non à cause de la détection radar mais à cause du problème de communiquer l'information à temps. Les chasseurs furent lancés trop tard et ne virent leur cible qu'après que le bombardier eût dépassé la zone de bombardement. Watson-Watt s'attaqua immédiatement à ce problème en organisant un système de détection par paliers successifs. Les rapports aboutissent dans la « War room » où des observateurs indiquent sur une large carte la position de l'ennemi et des coordonnateurs relaient l'information aux escadrons de chasseurs par communications herztiennes directes. 
En 1937, les premières stations étaient opérationnelles et le système mis à l'épreuve. Les résultats furent concluants et vingt autres stations furent commandées. Au début de la Seconde Guerre mondiale, dix-neuf étaient construites et prêtes à assumer un rôle décisif dans la Bataille d'Angleterre, en 1940 où elles se sont avérées capables de donner des alertes avancées des raids de la Luftwaffe. Les stations Chain Home ont été construites le long de la côte britannique, au début au sud et à l'est de l'Angleterre, puis sur l'ensemble de la côte, y compris sur les Shetland. Il y avait cinquante stations à la fin de la guerre.

### Description

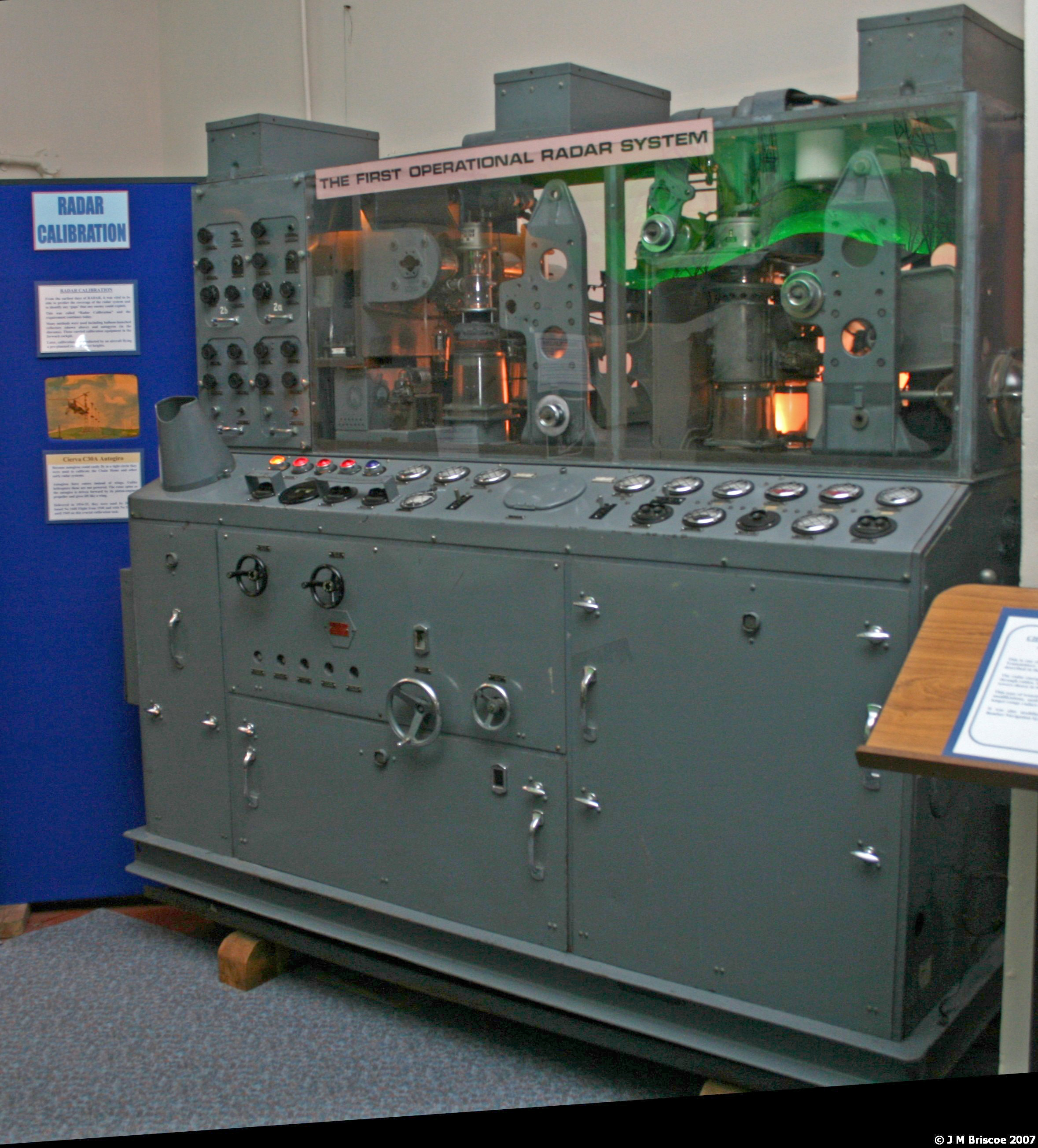
Transmetteur Chain Home.

La Chain Home Type 1 ne ressemble en rien à l'image habituelle d'un radar. Elle ne comportait pas d'antenne en rotation émettant et recevant le retour des  cibles. Il s'agissait plutôt d'un radar bistatique avec un transmetteur distinct formé d'un réseau de fils électriques tendus entre des tours mesurant 110 m de hauteur qui émettaient sur un angle 100° de largeur, et de deux tours en bois de 73 m supportant des antennes réceptrice orientées à 90 degrés l'une de l'autre.
La façon de connaître la position des cibles était similaire à l’utilisation d’un radiogoniomètre : orienter manuellement en azimut et en élévation les antennes réceptrices. En azimut, l'opérateur comparait alors la puissance relative des signaux venant des deux antennes jusqu'à ce qu'il trouve la direction où le signal était maximal. De façon similaire, il comparait en élévation le signal provenant d'une antenne au sommet et d'une autre à la base des tours. La distance provenait du délai entre l'émission et le temps de retour des échos depuis les cibles.
Les stations de la Chain Home opéraient à une fréquence variable entre 20 et 50 MHz, soit à la limite entre la haute fréquence et la très haute fréquence. Le plus souvent c'est la gamme de 20 à 30 MHz qui était utilisée mais la possibilité de varier sur une large plage de fréquences permettait en partie de contrer le brouillage.
La portée habituelle était de 190 km mais pouvait parfois dépasser ce seuil. Les transmetteurs furent construits par Metropolitan-Vickers à partir des plans du transmetteur du poste de radio de  Rugby. Le récepteur fut construit par A. C. Cossor Ltd, selon les plans donnés par le Telecommunications Research Establishment.

### Déploiement

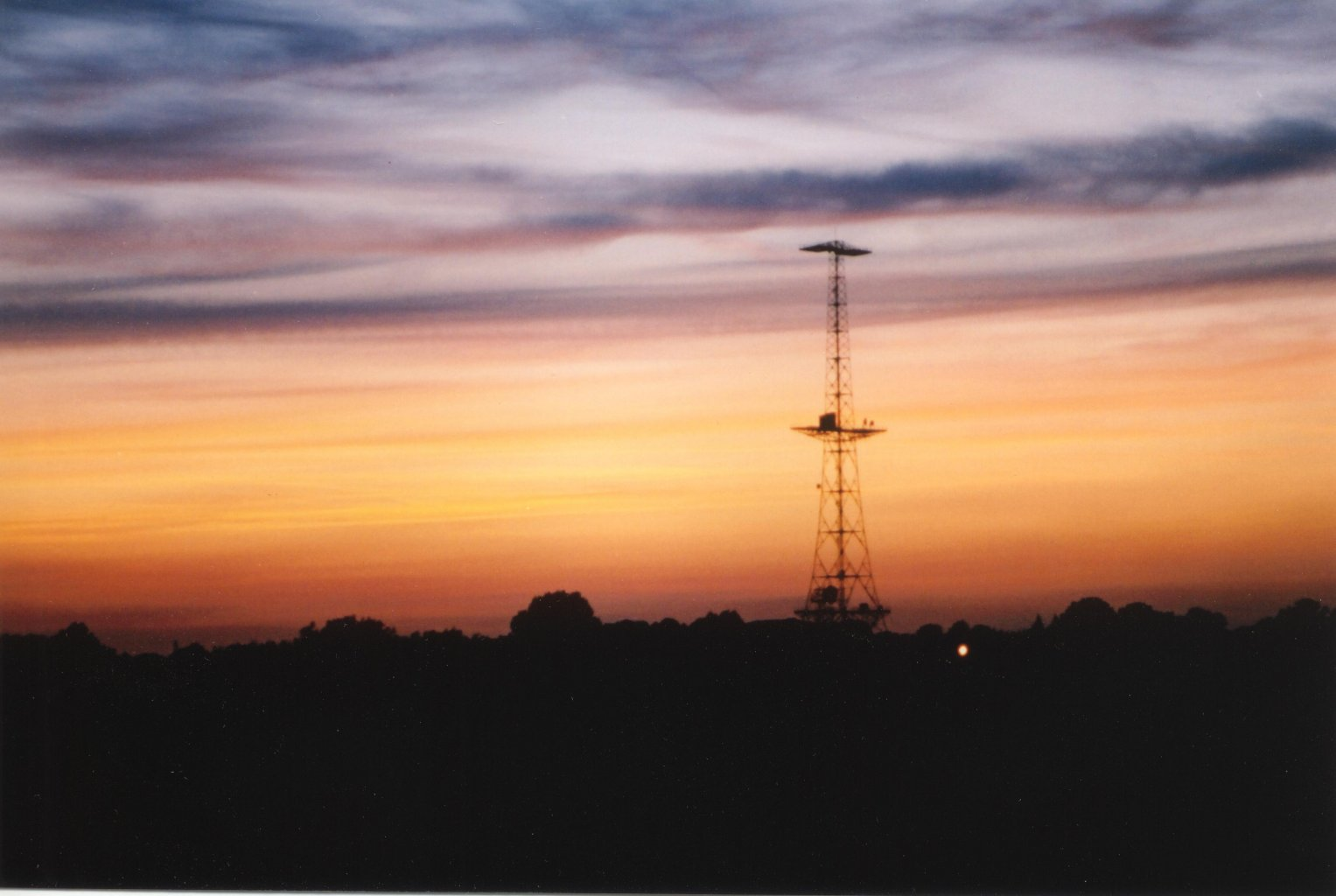
Tour Marconi de la Chain Home.

Les Allemands connaissaient la construction de la Chain Home mais ne savaient pas vraiment son utilité. Ils testèrent leurs théories sur le sujet en envoyant le GRAF Zeppelin II (Zeppelin LZ130). De mai à août 1939, le ballon dirigeable allemand a fait des vols le long de la côte de Grande-Bretagne, en vue de confirmer la théorie que les tours de 100 m de haut édifiées par les Britanniques de Portsmouth à Scapa Flow étaient utilisées pour la localisation par radio des avions. Le LZ130 a fait un ensemble de tests, allant de l'interception d'émissions radio à la prise de photos, en passant par une analyse de fréquences magnétiques et radio. Cependant, la mauvaise qualité de l'équipement allemand les a empêché de détecter les radars Chain Home britanniques, et la mission LZ130 en a conclu que les tours britanniques n'étaient pas liées à des opérations radar, mais formaient plutôt un réseau de radiocommunications et sauvetage navals.

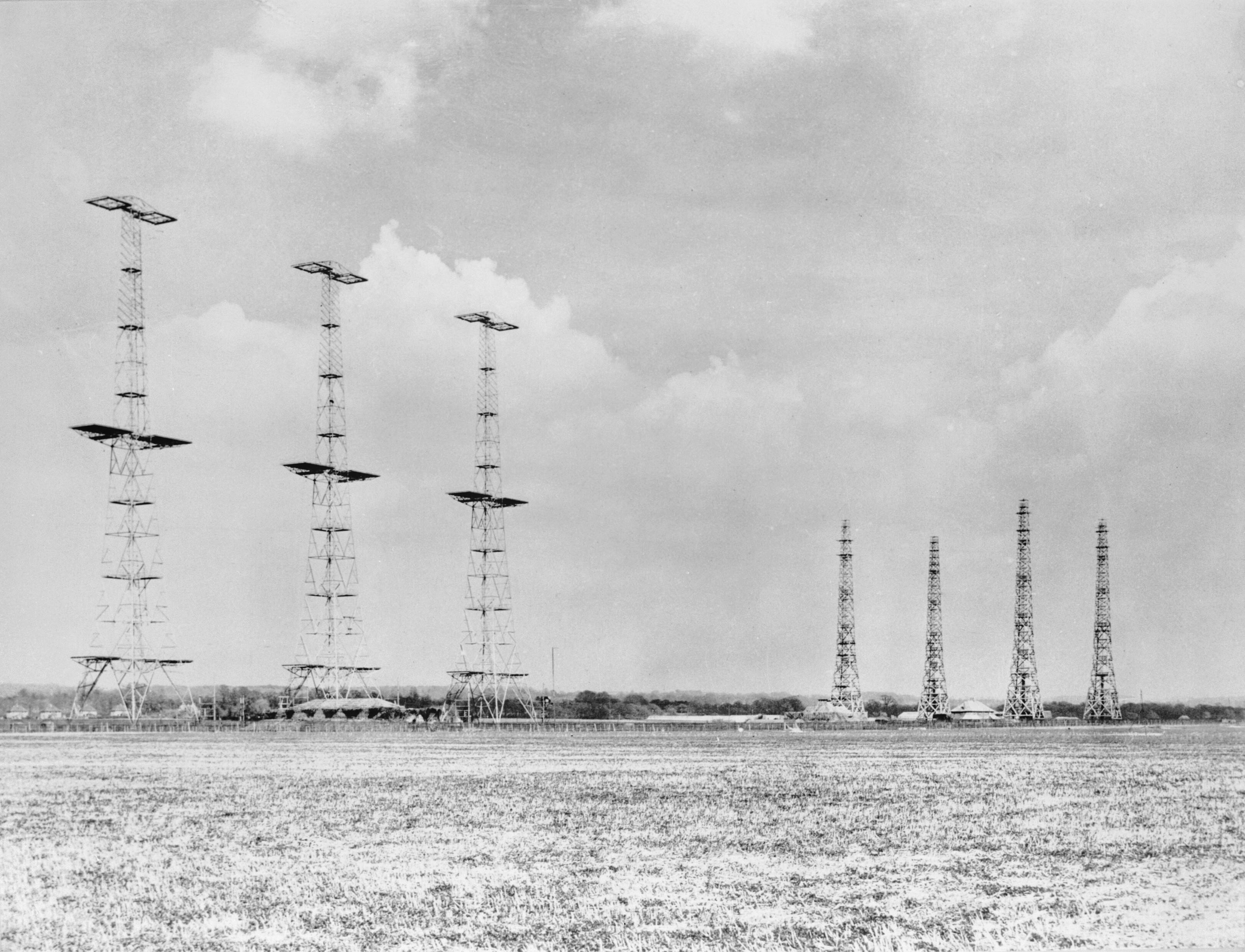
Installation radar de la Chain Home à Poling, Sussex, 1945.

Le système Chain Home était très primitif, et, pour être prêt au combat, il a été mis en production en urgence par Robert Watson-Watt. Cet ingénieur pragmatique considérait que la « troisième qualité » va, à condition que la «deuxième qualité» ne puisse pas être produite à temps, et que la « première qualité » ne soit jamais disponible. Chain Home était certainement de « troisième qualité » et souffrait de bruits et d'erreurs de détection. Mais c'était quand même le meilleur au monde à l'époque, et il fournit une information critique, sans laquelle la bataille d'Angleterre aurait pu être perdue.

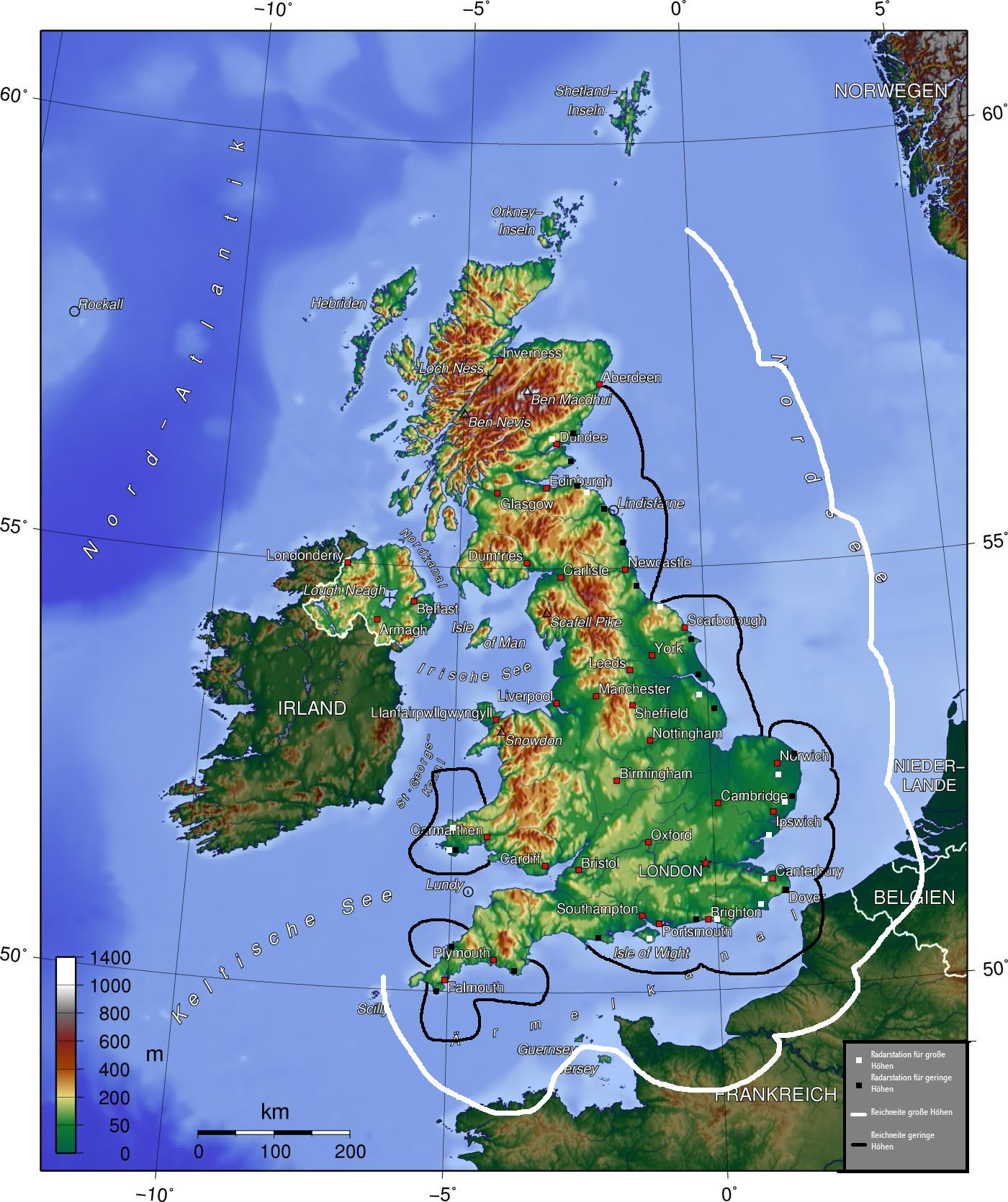
Couverture radar du Chain Home (blanc) et des radars côtiers Chain Home Low (noir).

Pendant la bataille, les stations de Chain Home, et tout particulièrement celle de Ventnor sur l'île de Wight, ont été attaquées de nombreuses fois entre le 12 et le 18 août 1940. Il est arrivé un jour qu’une section de la chaîne dans le Kent, dont la station de Douvres, soit mise hors d'état par un coup de chance endommageant le réseau électrique. Mais, bien que les huttes en bois recélant l'équipement radar soient endommagées, les tours ont survécu grâce à leur robuste construction en poutrelles d'acier. Comme les tours sont restées intactes et que les signaux ont rapidement été remis en route, la Luftwaffe a conclu que les stations étaient trop difficiles à endommager par bombardement, et les a laissées tranquilles pour le reste de la guerre. Si la Luftwaffe avait réalisé à quel point ces stations radar étaient essentielles à la défense aérienne britannique, il est probable qu'elle aurait mis toutes ses ressources pour les détruire.
Le système Chain Home a été détruit après la guerre, mais certaines des grandes tours d'acier restent, reconverties pour de nouveaux usages pour le XXIe siècle. L'une de ces tours émettrices de 110 m de haut (voir photo à droite) se trouve à l'usine BAE Systems de Great Baddow en Essex (2003). Elle était initialement à Canewdo, et on prétend que c'est que la seule tour de Chain Home encore dans son état d'origine, sans modification.

### Liste des sites
Voir Chain Home en anglais, pour les références géographiques et souvent historiques de chacun des 59 sites.

## Chain HomeAMES Type 2

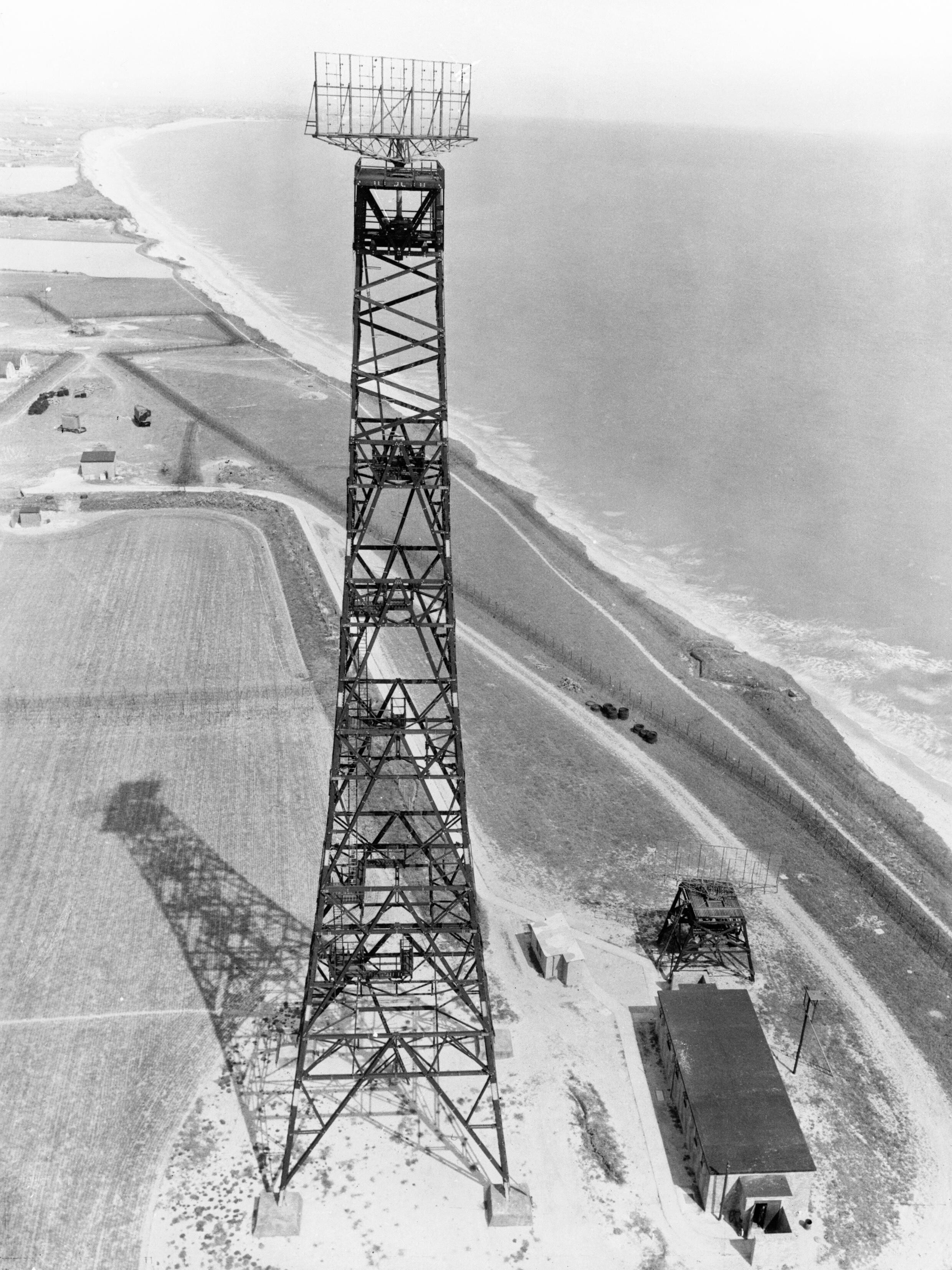
Installation radar de la Chain Home Low à Hopton-on-Sea, 1945.

Chain Home Low (CHL) est le nom du système britannique de radar d’alerte complémentaire utilisé par la RAF. Le nom fait référence à la capacité des radars à détecter les aéronefs volant à des altitudes inférieures aux capacités des radars Chain Home d'origine et la plupart des radars de la CHL étaient co-localisés. Le réseau pouvait détecter de manière fiable les aéronefs volant à une altitude inférieure à 150 m. Le nom officiel était AMES Type 2 et faisait référence à la station expérimentale du ministère de l'Air à Bawdsey Manor, où elle avait été développée, mais ce nom n'a presque jamais été utilisé dans la pratique.
Les modèles de production ressemblaient plus à un radar tel qu'on les conçoit aujourd'hui. Ils étaient composés d’une antenne commune d’émission et de réception formée d’un réseau d'émetteurs dipolaires arrangées en 5 rangées de 4 devant un écran réfléchissant rectangulaire. L'antenne pouvait être tournée à 1, 1,5, 2 ou 3,33 tr/min. Alors que le CH faisait face en permanence vers le large l'eau, le CHL pouvait être tourné dans n'importe quelle direction.
Lors de son premier déploiement, le CHL était utilisé à la fois pour la détection précoce de cibles de bas niveau et pour un système de suivi d'aéronefs individuels au sol. Ce dernier rôle est devenu obsolète avec l’introduction d'une version subséquente du radar en 1942. Les retours étaient représentés sous forme de carte, appelée vue panoramique à angle d'élévation constant (PPI). Plusieurs adaptations des CHL furent développées pendant la guerre dont des systèmes mobiles montés sur des camions pour combler les trous du réseau.

## Radars allemands

### Comparaison avec le radar Freya allemand
Les premiers tests de ce qui deviendra le radar d'alerte précoce Freya ont lieu dans les premiers mois de 1937. La première livraison d'une station opérationnelle à la Marine par la firme GEMA a lieu en 1938. Apparemment le développement des radars en Allemagne est nettement moins prioritaire qu'il ne le sera le cas en Grande-Bretagne. Le radar Freya est pourtant déjà bien plus évolué du point de vue technique que son équivalent britannique. Il utilise une longueur d'onde de 1,2 m, alors que Chain home fonctionne sur une longueur d'onde de 12 m. Ceci augmente de façon drastique la résolution de Freya, ainsi que son pouvoir de détection d'objets bien plus petits, il diminue également l'encombrement des antennes. 
Cependant, en raison du coût de sa construction il n'y a au début de la guerre que huit appareils Freya en service, qui ne peuvent fournir qu'une couverture très limitée des territoires à surveiller. De construction plus simple, mais plus enclin aux erreurs, le radar britannique Chain Home est bien plus rapide à installer que le système Freya, si bien que l'ensemble du système Chain Home est complètement opérationnel au moment de la bataille d'Angleterre.

### Petit parasite de Heidelberg
Les Allemands déploient ensuite un système de radar très simple, le « petit parasite de Heidelberg », qui leur permet de suivre les avions britanniques à la trace, en utilisant les signaux des radars britanniques du Chain Home. Le caractère « en éventail » des émissions de Chain Home leur procure une paire de signaux qui leur permet de localiser les avions. Le signal primaire est le signal direct en provenance de l'émetteur de Chain Home vers le récepteur allemand. Le second signal, plus faible, est celui qui est réfléchi sur l'avion. Le délai entre ces deux signaux donne la différence entre le chemin direct et le chemin réfléchi. Cette différence donne géométriquement une ellipse sur laquelle se trouve l'avion. Les foyers de l'ellipse sont les antennes émettrice et réceptrice, dont les positions sont connues par les Allemands. Une simple antenne directionnelle recherchant la direction de l'écho permet de donner le point de l'ellipse où se trouve l'avion. Ce système donne aux Allemands un radar de 400 km de portée, avec de 1 à 2 km de précision en distance et un degré en azimut.

## Épilogue
Pour sa contribution à l'effort de guerre par le développement de la Chain Home, Robert Watson-Watt fut fait Chevalier en 1942. En 1952, 50 000 livres lui furent décernées par le gouvernement britannique pour sa contribution au développement du radar. Il passa une bonne partie de sa vie d'après-guerre, d'abord au Canada puis aux États-Unis où il publia Three Steps to Victory en 1958.